# تاداو یاسودا
تاداو یاسودا (انگلیسی: Tadao Yasuda؛ زادهٔ ۹ اکتبر ۱۹۶۳) ریکیشی، ورزشکار هنرهای رزمی ترکیبی و کشتی‌گیر کشتی حرفه‌ای اهل ژاپن است.